# Solahütte

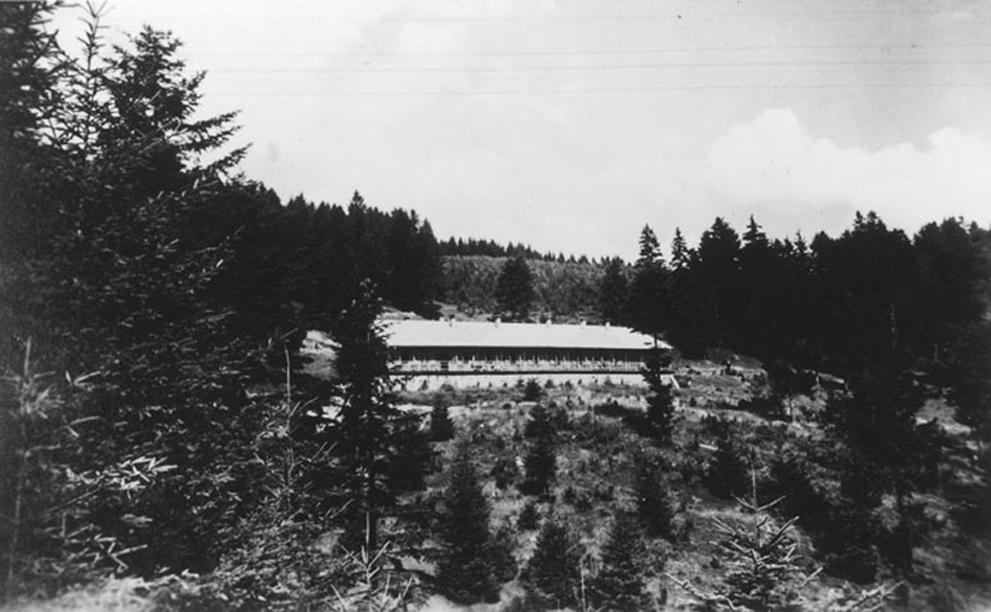
Vista general de la casa d'hostes "Solahütte" per al personal nazi d'administració del camp de concentració d'Auschwitz durant l'Holocaust a la Polònia ocupada. Fotografia de l'Àlbum Höcker

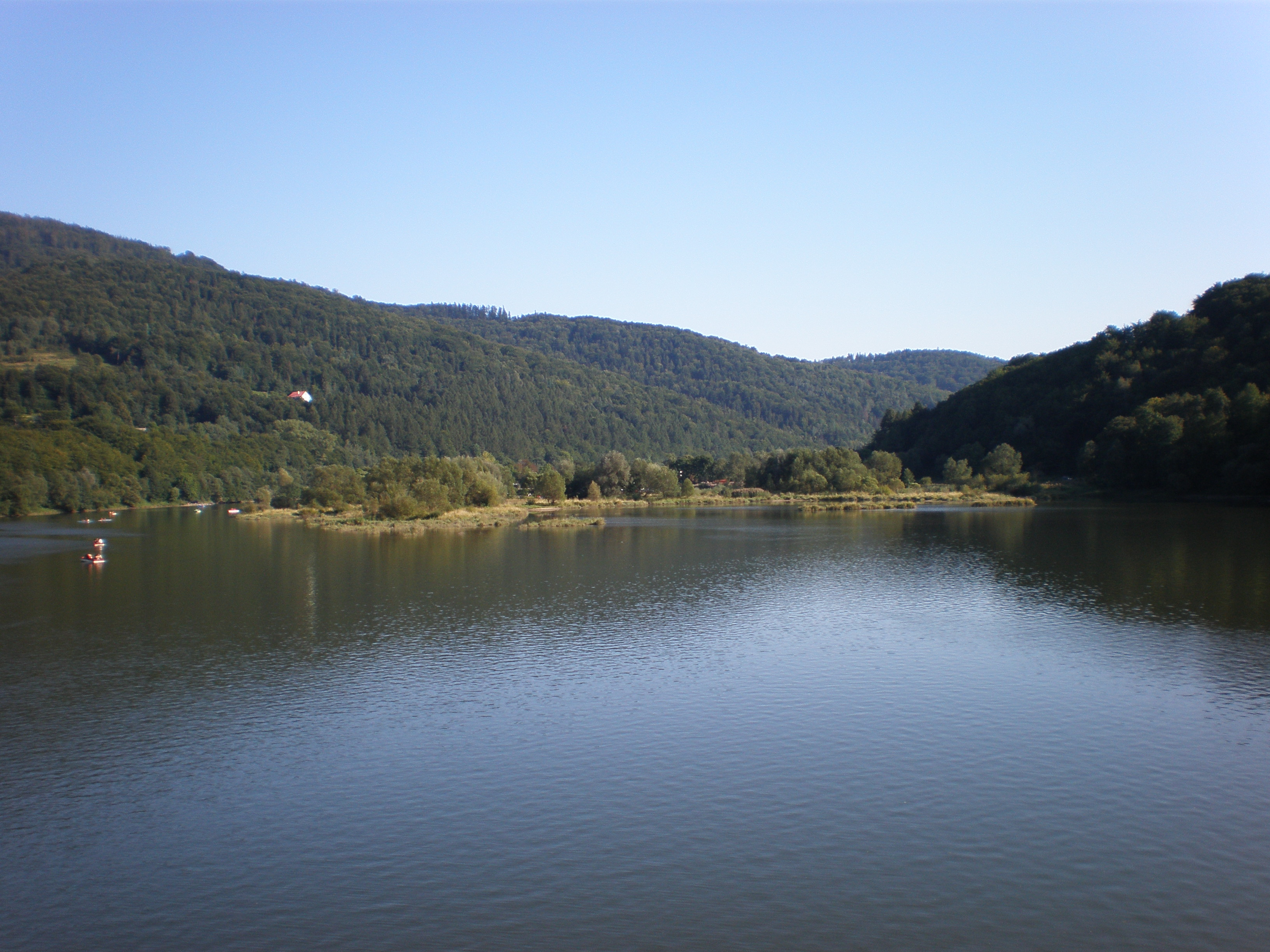
Llac Międzybrodzkie al riu Soła al peu del poble Międzybrodzie Bialskie, situat 30 km al sud d'Auschwitz; aproximadament mitja hora amb cotxe per la carretera de Voivodeship DW 948

Solahütte (també conegut com a Solehütte, Soletal, SS-Hütte Soletal, o SS Hütte Porabka) era un complex de vacances per als guardians, administradors i personal auxiliar nazi dels camps d'extermini d'Auschwitz/Birkenau/Buna durant l'Holocaust dins del territori de la Polònia ocupada. Tot i que postals de l'època enviades pel personal alemany de vegades escrivien "SS Hütte Soletal" com a adreça del remitent, el llogaret rústic fou en bona part desconegut per als historiadors fins al 2007, quan l'àlbum de records de l'agent de les SS Karl-Friedrich Höcker, incloent-hi fotografies d'Auschwitz, va ser donat al Museu Commemoratiu de l'Holocaust dels Estats Units. Quan les imatges de l'àlbum van ser accessibles en línia per a estudi, es va identificar Solahütte per primer cop.
Solahütte es troba a uns 29 quilòmetres per carretera d'Auschwitz, a prop dels revolts del riu Soła on el 1935 es va construir la presa que va crear el llac de Międzybrodzkie. Els pobles de Porąbka i Międzybrodzie Żywieckie són molt a prop, juntament amb el camp d'aterratge de planadors i parapent de Żar i del funicular-cremallera al cim del Żar. La regió era ja popular entre els turistes abans de la Segona Guerra Mundial.
El Solahütte pot ser considerat un minúscul subcamp d'Auschwitz perquè presoners del camp, supervisats per l'agent de les SS Franz Hössler, van construir el complex i un grup de detinguts d'Auschwitz s'encarregava de les feines de manteniment i neteja. Els noms Sola i Sole eren aproximacions germàniques del polonès Soła, i Hütte vol dir cabana en alemany —per això el nom alemany Solahütte— encara que la "cabana" era de fet un edifici de la mida d'un motel amb una llarga porxada per a prendre el sol i nombrosos edificis auxiliars més petits dins del complex. El principal allotjament fou enderrocat el 2011, però diversos edificis annexos romanen, incloent-hi la cabina utilitzada pel comandant d'Auschwitz Rudolf Höss.
Entre els agents de SS fotografiats a Solahütte hi havia Oswald Pohl (executat després dels Judicis de Nuremberg), Höss (sentenciat a mort pel Tribunal Suprem Nacional de Polònia) i Josef Mengele (anomenat l'"Àngel de la Mort"). D'aquest darrer, no se'n coneixien gairebé fotografies seves amb uniforme SS amb col·legues d'Auschwitz fins que les imatges del Solahütte van fer-se públiques.
Solahütte era una opció de vacances propera per als guardians de les SS i per a les Helferinnen SS — dones voluntàries i treballadores al camp d'extermini — que hi arribaven normalment en autobús. Els hostes feien caceres, senderisme, excursions al llac i cims propers, i hi prenien el sol. Les imatges durant el temps de guerra a Solahütte són xocants a causa de l'alegria de les persones que hi apareixien: Alguns dels criminals de guerra més brutals de la història hi són mostrats cantant amb música d'acordió, estirats en gandules, o prenent postres tot rient amb les Aufseherinnen i Helferinnen.

## En cultura popular
La novel·la El Soldat Constant de William Ryan és inspirada en les fotografies dels hostes de la Solahütte.